# Asten (Holandia)
Asten – miasto w południowej Holandii, w północnej Brabancji.
Znajduje się tu ludwisarnia Royal Eijsbouts i muzeum carillonów.